# Kaspijski tuljan
Kaspijski tuljan (lat. Pusa caspica) je vrsta tuljana iz roda Pusa.
Endem je Kaspijskoga jezera. Za vrijeme zime, ranoga proljeća i kasne jeseni pripadnici ove vrste migriraju u sjeverne dijelove Kaspijskoga jezera gdje na ledu formiraju čopore, kote se i gube dlaku. Tijekom jeseni nastanjuju ušća rijeka Volge i Urala, do Volgograda i 200 km po toku Urala. Tijekom proljeća kreću se prema jugu Kaspijskoga jezera. Živi u čoporima.
Jedan od glavnih negativnih čimbenika koji utječe na smanjenje populacije Kaspijskoga tuljana je onečišćavanje jezera.

## Opće karakteristike
Duljina tijela iznosi 120 – 148 cm, a težina 50 – 60 km. Veličine ženki i mužjaka su skoro iste. Tijelo je jednobojne sivosmeđe boje sa smeđim i tamnim mrljama. za odraslu jedinku tipične su brojne mrlje nepravilnih oblika i raznih veličina.
Zrelost dostižu između 5. i 7. godine života. Razmnožavaju se svake 2 – 3 godine. Trudnoća traje 11 mjeseca. Ženki se okoti jedno mladunčad. Kaspiskji tuljani žive do 50 godina.
Kaspijski tuljan može zaroniti do 80 metara dubine. Glavna prehrana sastoji se od vrsta riba koje žive u plovama.

## Areal i brojčano stanje
Kaspijskoga tuljana karakterizira migracija sa sjevernoga na južnoga dijela Kaspijskoga jezera. Tijekom hladnoga dijela godine populacija je koncentrirana u sjevernome Kaspijskome jezeru, a u toplome dijelu godine populacija migrira u središnji i južni dio Kaspijskoga jezera.
Početkom 20. stoljeća u Kaspijskome jezeru je obitavalo jedan milijun jedinki. Do 1989. godine taj se broj smanjio na 400 tisuća, 2005. na 110 tisuća, a 2008. na 100 tisuća. Broj jedinki i dalje opada.
Početkom 1980-ih u turkmenistanskome dijelu Kaspijskoga jezera živjelo je do 15 tisuća jedinki, najviše na otoku Ogručinskij. Godine 2007. osoblje Nacionalnoga instituta za pustinje, flore i faune Ministarstva zaštite prirode Turkmenistana je na temelju rezultata terenskih ekspedicija procijenilo broj jedinki na oko 1000.

## Vanjske poveznice
|  | Zajednički poslužitelj ima stranicu o temi Pusa caspica    |
|  | Zajednički poslužitelj ima još gradiva o temi Pusa caspica |
|  | Wikivrste imaju podatke o taksonu Pusa caspica             |

- Позвоночные животные России: Нерпа каспийская  Arhivirana inačica izvorne stranice od 22. siječnja 2021. (Wayback Machine)
- ЦОДП — Каспийский тюлень  Arhivirana inačica izvorne stranice od 20. svibnja 2009. (Wayback Machine)
- Wilson D. E. & Reeder D. M. (eds). Mammal Species of the World. — 3rd ed. — Johns Hopkins University Press[en], 2005. — Vol. 1. — P. 743. — ISBN 0-8018-8221-4. OCLC 62265494.